# Buxtehude (ciudad)

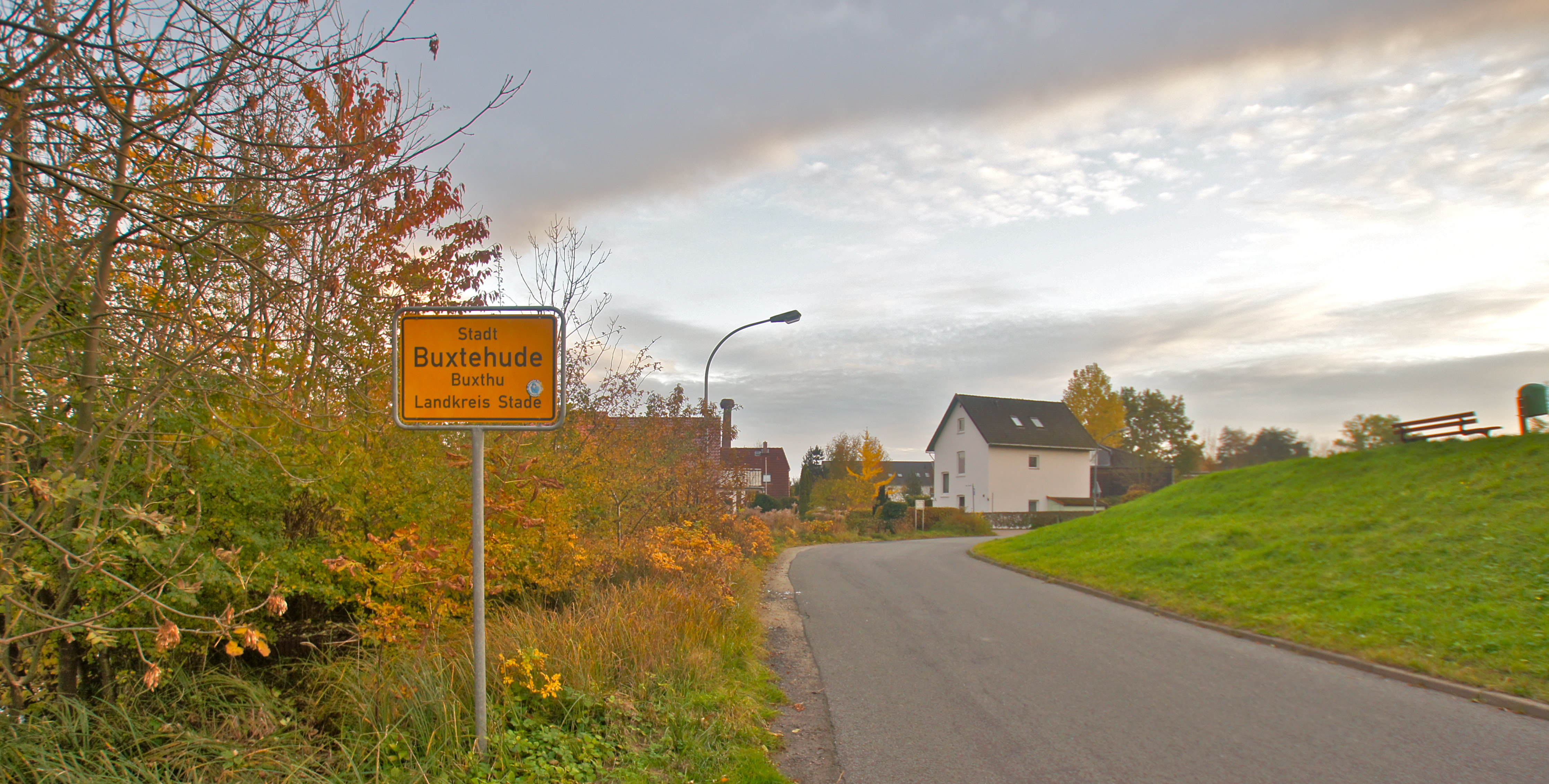
Señal bilingüe a la entrada de la ciudad

La Ciudad Hanseática de Buxtehude (en bajo alemán, Buxthu o Buxthuud) es una ciudad situada en el distrito de Stade, en Baja Sajonia (Alemania) El 31 de diciembre de 2012 tenía 39.685 habitantes. Es la segunda ciudad más grande del distrito después de Stade. De 1363 a 1598 muchos comerciantes fueron miembros de la Liga Hanseática. En abril de 2014, Buxtehude volvió a obtener el título oficial -aunque solamente honorífico- de «ciudad hanseática» que desde entonces forma parte del nombre.

## Geografía
La ciudad se encuentra a las orillas del Este, en el área donde se acaba la influencia de la marea, en la frontera entre el geest y los prados del valle del Elba. En esta línea entre el geest seco y protegido de la marea alta y los campos aluviales fértiles pero inseguros, se encuentran todas las asentamientos más antiguos y más largos de la orilla izquierda de la Elba: Stade, Horneburg, Buxtehude, Neu Wullmstorf, Harburg, Stelle, Winsen an der Luhe, Luneburgo, etc. La ocupación permanente de las tierras más bajas progresó a medida que se desarrollaron las técnicas de desagüe y de construcción de diques.
Buxtehude está comunicado mediante la línea ferroviaria Hamburgo-Cuxhaven y la línea de metro S3 de la Hamburger Verkehrsverbund.

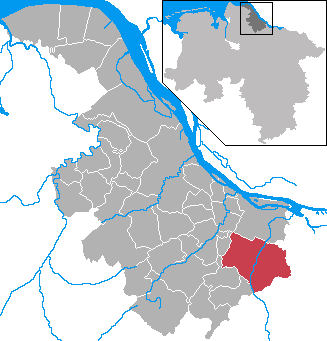
Buxtehude al distrito de Stade
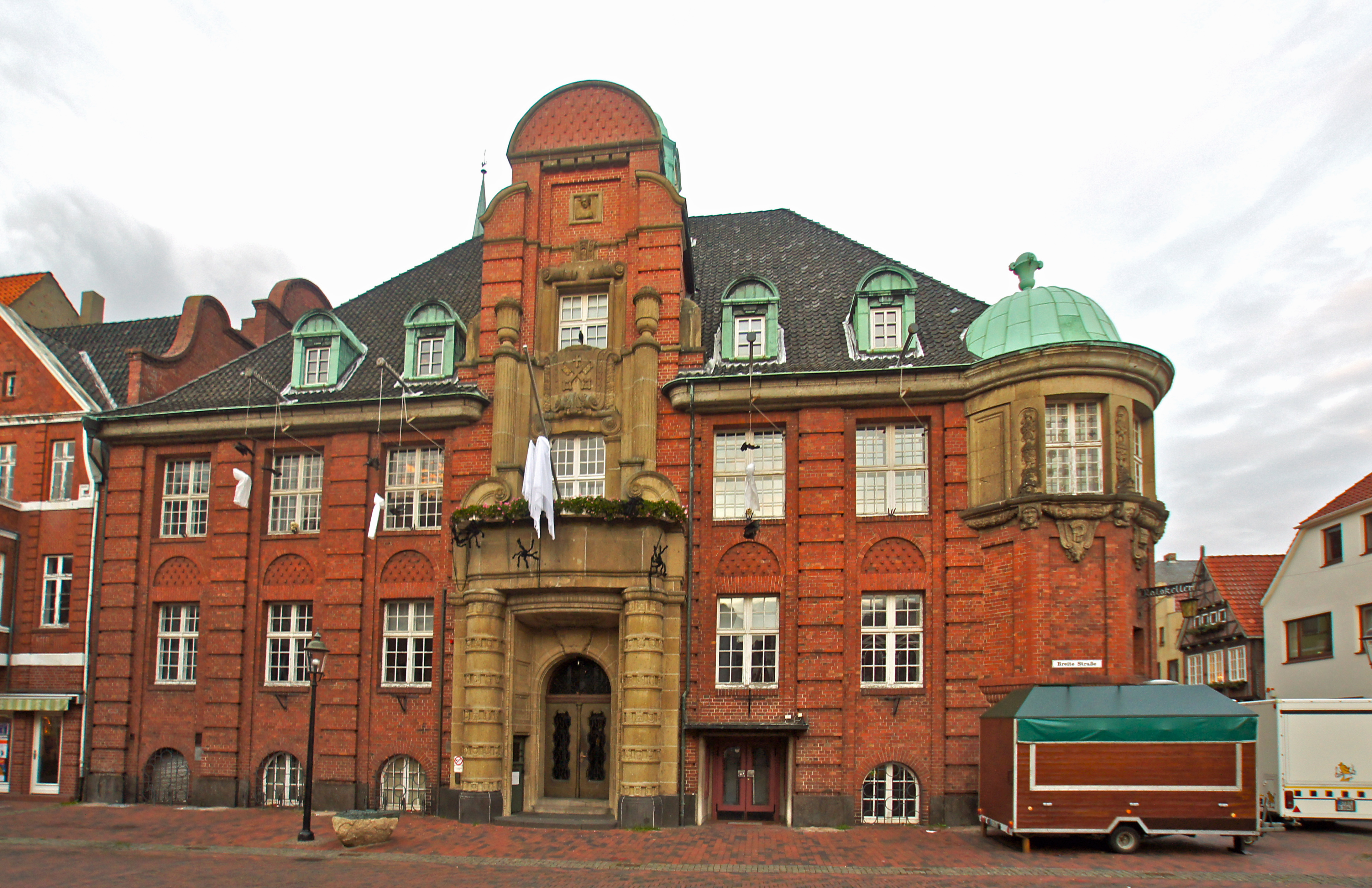
Casa de la villa
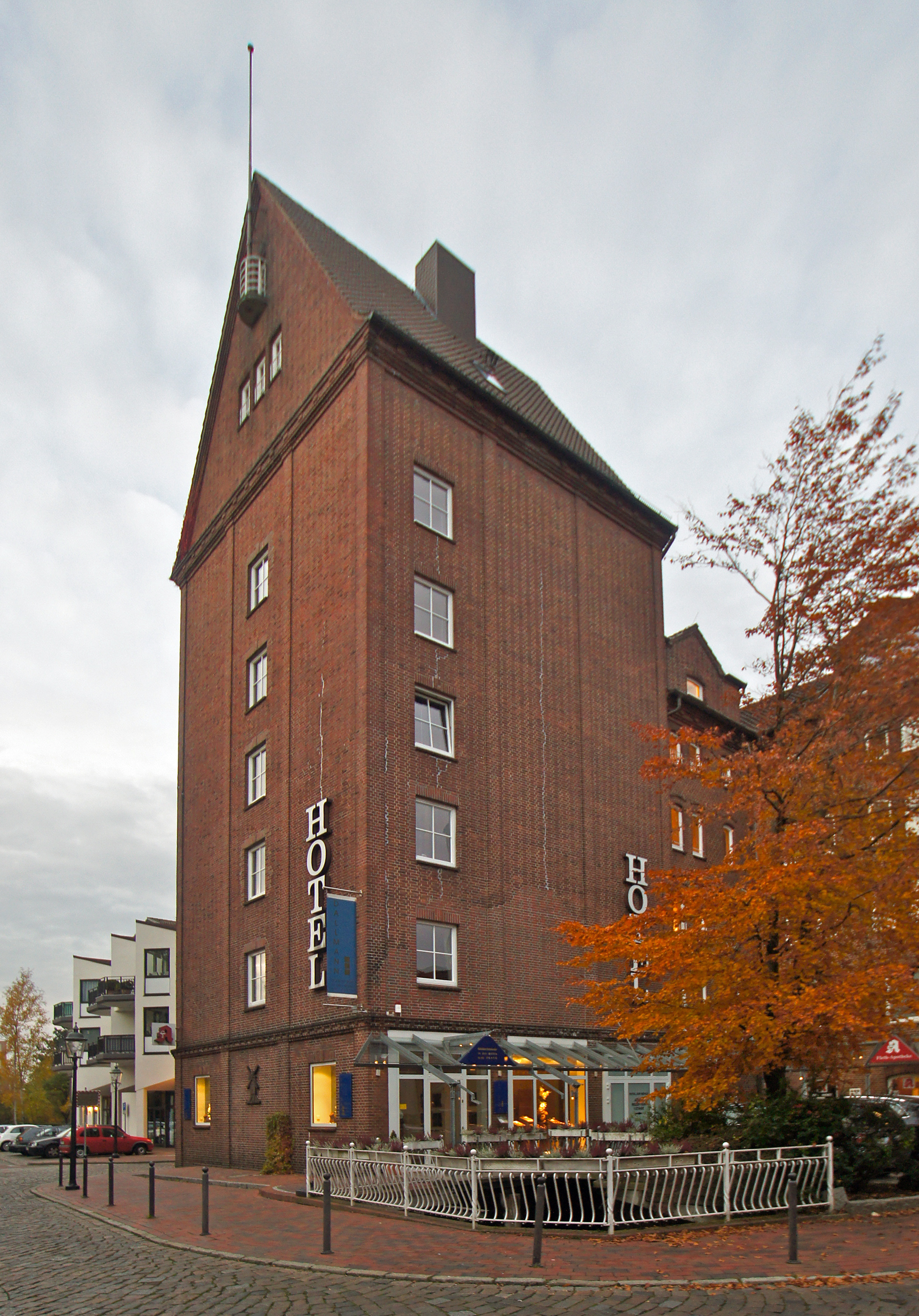
El antiguo molino
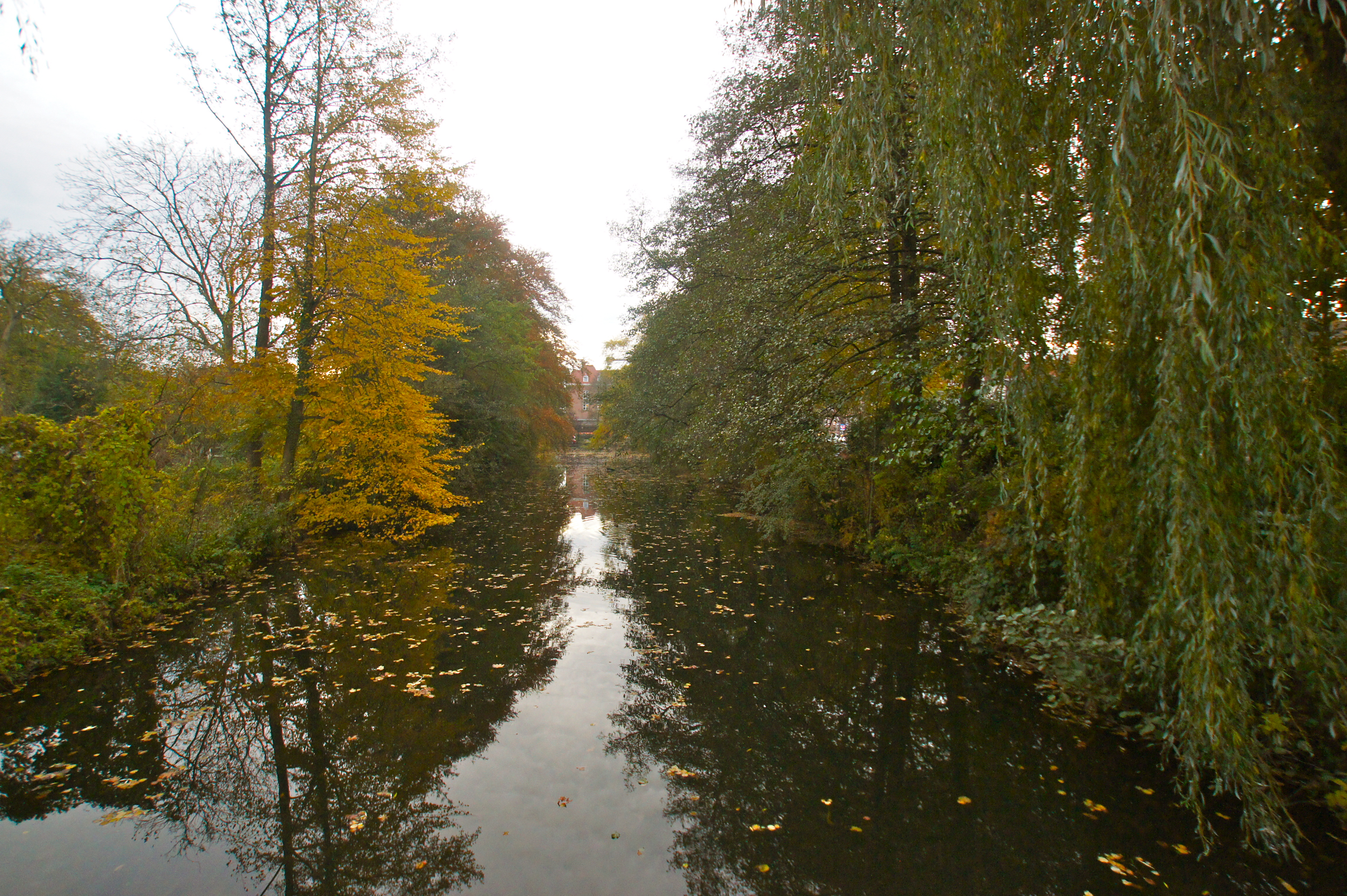
El foso Viver

### Núcleos
- Daensen (Doans)
- Dammhausen (Dammhusen)
- Eilendorf (Eindörp)
- Hedendorf (Heendörp)
- Heimbruch (Heimbrook)
- Immenbeck (Imbeek)
- Ketzendorf (Ketzendörp)
- Neukloster (Neeklooster)
- Ottensen (Ottens)
- Ovelgönne (Öbergünn)
- Pippensen (Pippens)

### Ciudades hermanas
- Blagnac (1985), en Francia, por la presencia de una filial de Airbus en las dos ciudades
- Ribnitz-Damgarten, en Mecklemburgo-Pomerania Occidental (1990)

## Historia
El nombre contiene el sufijo -hude que significa un área protegida en un río afluente justo antes de su desembocadura en un río más importante, un terreno en el que era posible sacar barcos a tierra firme. El prefijo bux se refiere probablemente a la presencia de hayas. La primera mención escrita Buochstadon se remonta al año 959.
El primer asentamiento conocido data de 1197 y se encuentra cerca del barrio Altkloster (monasterio viejo). En 1328, obtuvo los derechos de ciudad. El arzobispo de Bremen, Giselbert von Brunkhorst, erigió un nuevo barrio fortificado en el entorno de un canal, el Fleth, una derivación del río Este para el comercio y el Viver cerca de la muralla. A diferencia de otros puertos del valle del Elba, que más o menos crecieron orgánicamente en torno a los ríos, Buxtehude fue el primer puerto construido de manera planificada. En 1369, la ciudad se afilió a la Liga Hanseática. En el siglo XVII, desempeñó un importante papel en el comercio bovino: cada año unos 30.000 bueyes pasaban por el puerto de Buxtehude de Jutlandia hacia los Países Bajos. También formaba parte de la ruta Arcángel-Hamburgo-Italia.
Durante la guerra escanesa (1675-1676), quedó un condominio de unos estados aliados que conquistaron Buxtehude, hasta que la paz de Saint-Germain (1679) se resolvió con su cesión a Suecia. El ocaso empezó en el siglo XVIII con la desaparición del comercio de ganado y la ascensión del puerto de Harburgo como lugar de paso preferido del Elba. Sucesivas guerras provocaron que en 1812 la población alcanzara su nivel más bajo con apenas 1843 habitantes.

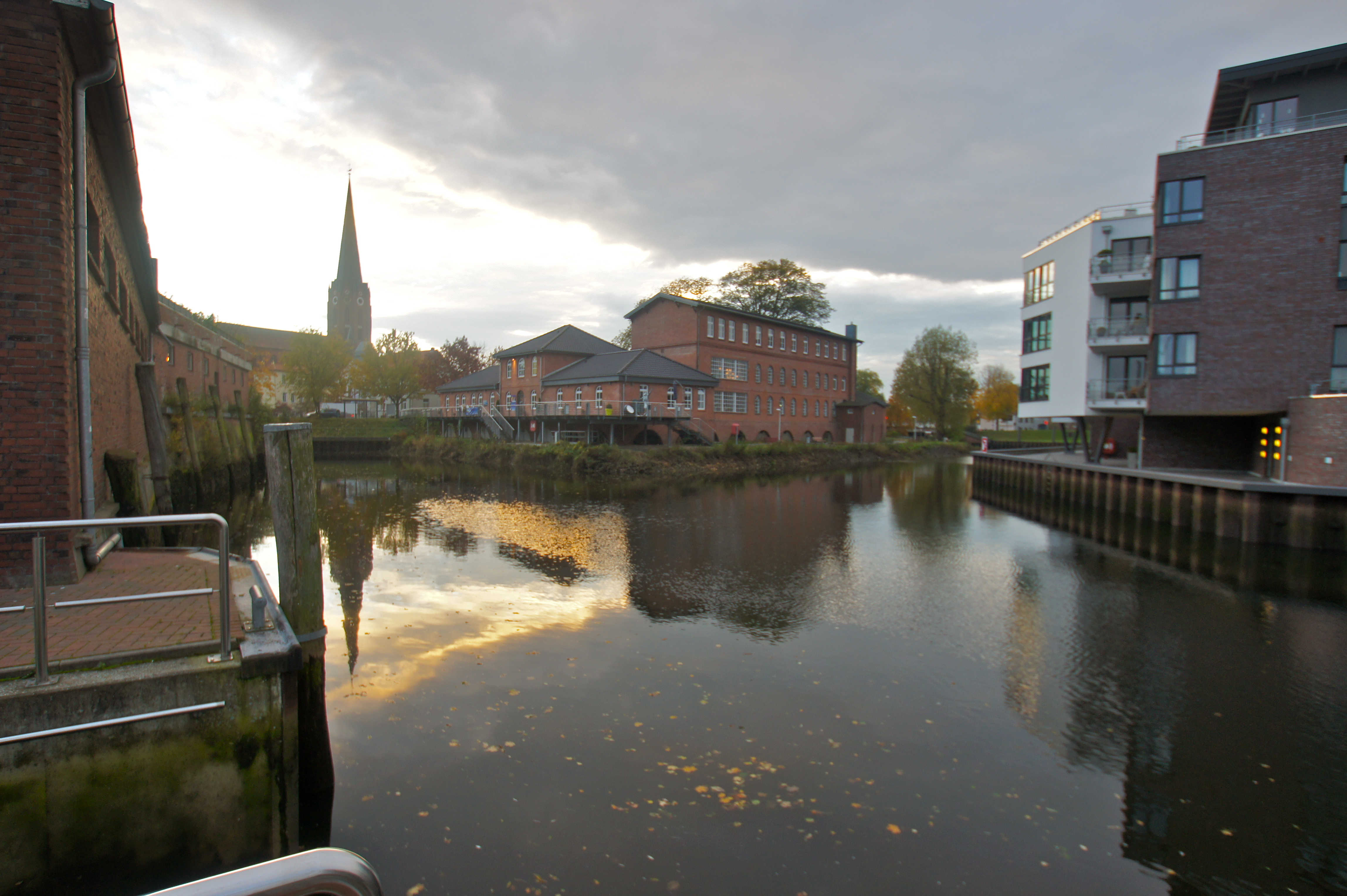
El puerto fuera de la muralla.

El puerto nuevo fuera de las murallas del Este navegable contribuyó a la industrialización durante el siglo XIX: se establecieron una cementera, un molino de aceite, una serrería de vapor y un astillero. La industria siguió modernizándose y empresas multinacionales se instalaron en los nuevos polígonos industriales tras la Segunda Guerra Mundial, junto a los servicios y la enseñanza.

### La ciudad en el arte
El cuento La liebre y el erizo de Wilhelm Schröder y retomado por los Hermanos Grimm tiene lugar en la landa de Buxtehude. Este es el motivo por el cual la ciudad forma parte de la Deutsche Märchenstraße (Ruta Alemana de los Cuentos de Hadas), un circuito turístico que conecta las ciudades en las que están ambientados los cuentos más conocidos. También aparece en el libro de Otfried Preussler El bandolero Saltodemata.
La relación entra la ciudad y el organista y compositor Dietrich Buxtehude (1637-1707) es bastante incierta. No hay ninguna duda de que la ciudad y el artista solo comparten el nombre, sin relación directa. Su padre nació en Bad Oldesloe en 1602, cuando vivían allí unas veinte personas con un apellido (von) Buxtehude o parecido (dado que la ortografía todavía no se había fijado), entre las cuales muy probablemente se encontraban el abuelo y el bisabuelo del compositor. Los apellidos toponímicos empezaron a formarse, sin formalización legal, a partir del siglo XIV. La única conclusión es que, en un determinado momento antes de 1517, los antecesores del músico migraron a Bad Oldesloe. No es posible encontrar pistas en los registros de las iglesias de la ciudad de origen, ya que el nombre "de Buxtehude" solo se daba una vez llegado al pueblo.
En 1971 se rodó la película Tante Trude aus Buxtehude, (La tía Trude de Buxtehude), en la que la localidad solamente se usa para hacer la rima.

## Lugares de interés
- El Museo de Historia Regional y Arte (Museum für Regionalgeschichte und Kunst)
- La fábrica de cerveza (Buxtehuder Brauhaus)
- La casa de la villa
- Numerosas casas de entramado de madera
- Iglesia de Pedro el Apóstol
- El antiguo molino de agua sobre el Fleth, transformado en hotel y pisos
- El sendero a lo largo del Este, desde la fuente a la landa de Luneburgo hasta la desembocadura en el Elba[8]

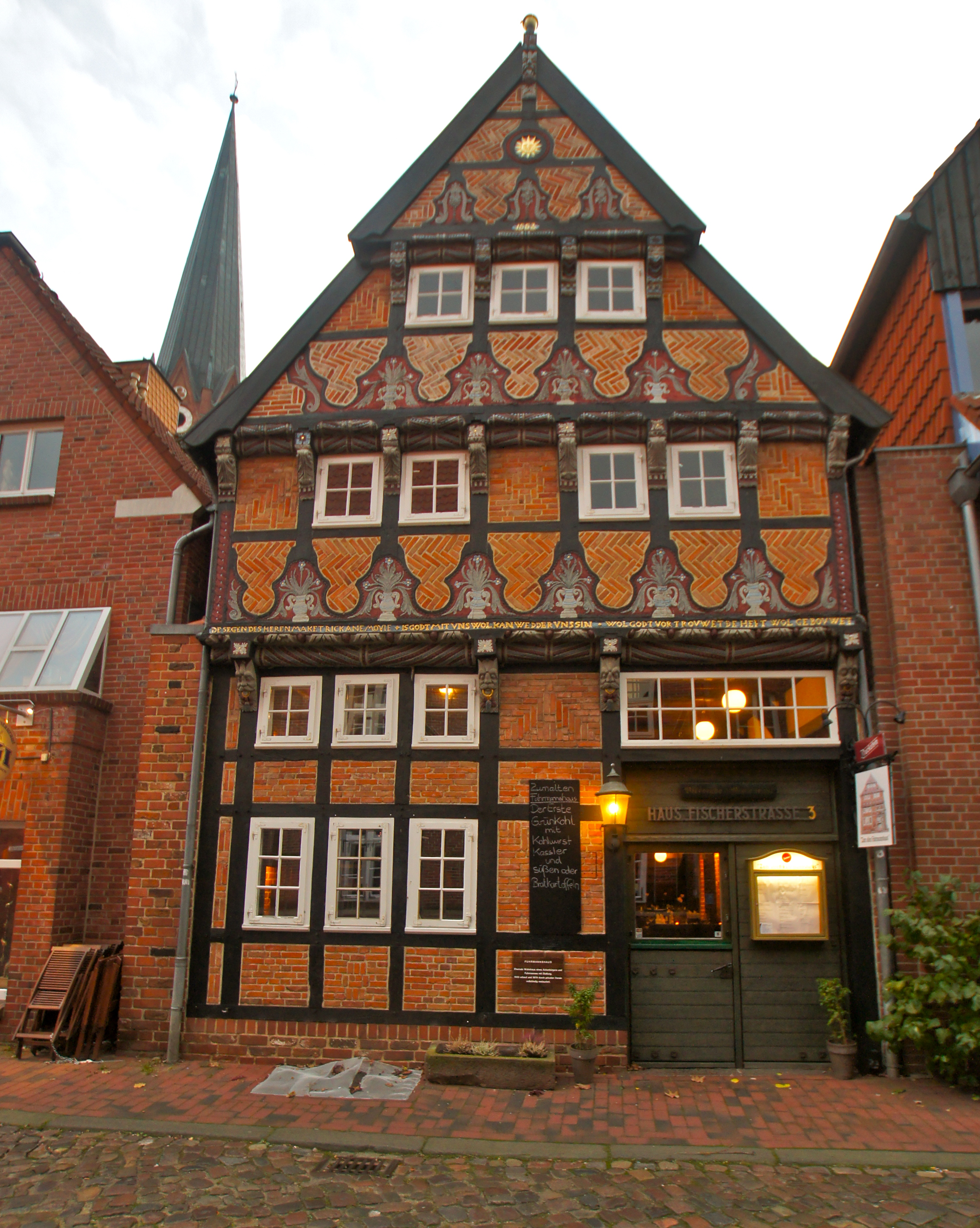
Fohrmannshuus, una casa de entramado de madera
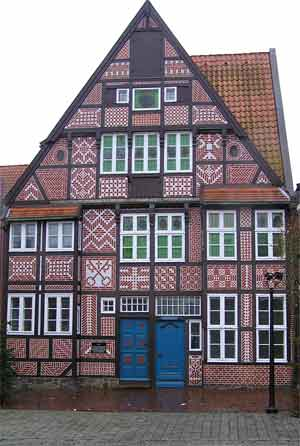
El museo en una casa de entramado de madera
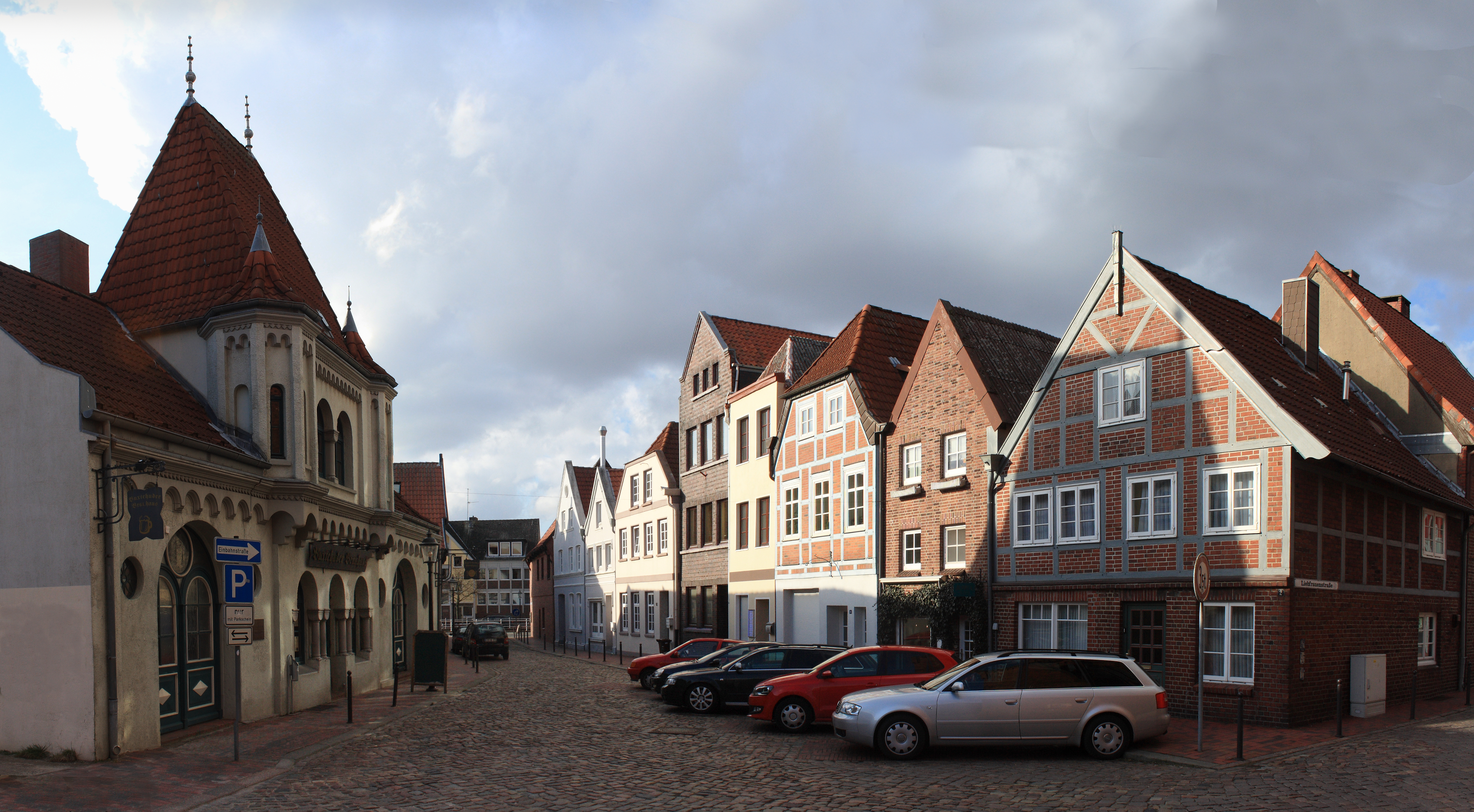
La fábrica de cerveza
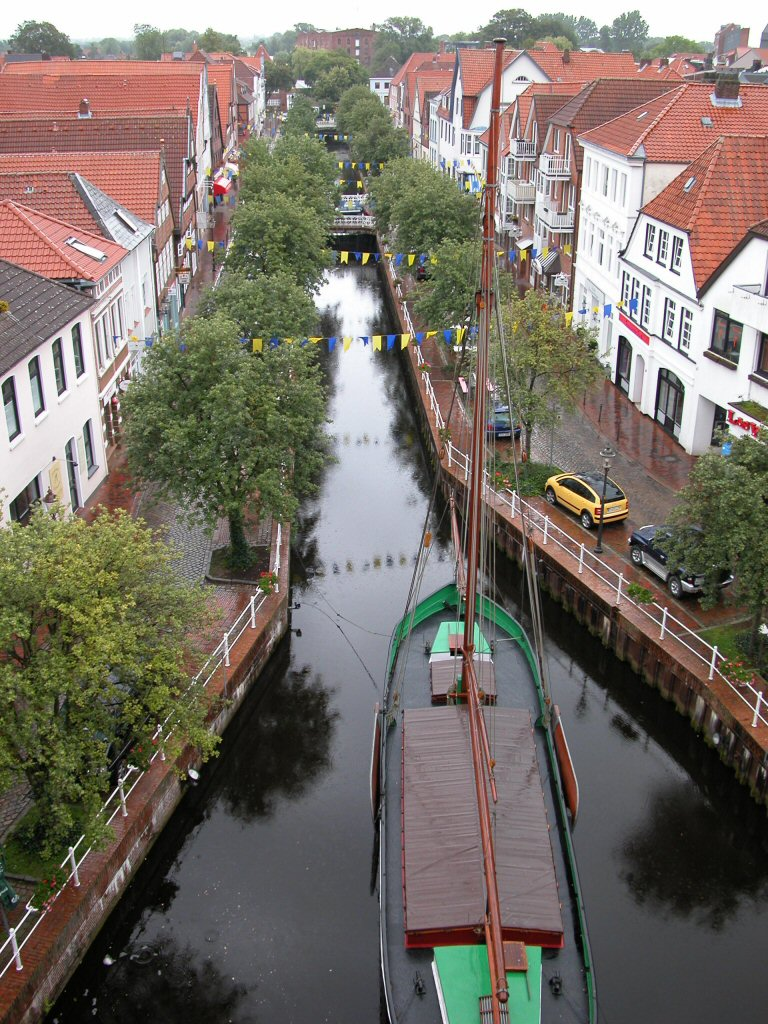
El Fleth (las antiguas dársenas)
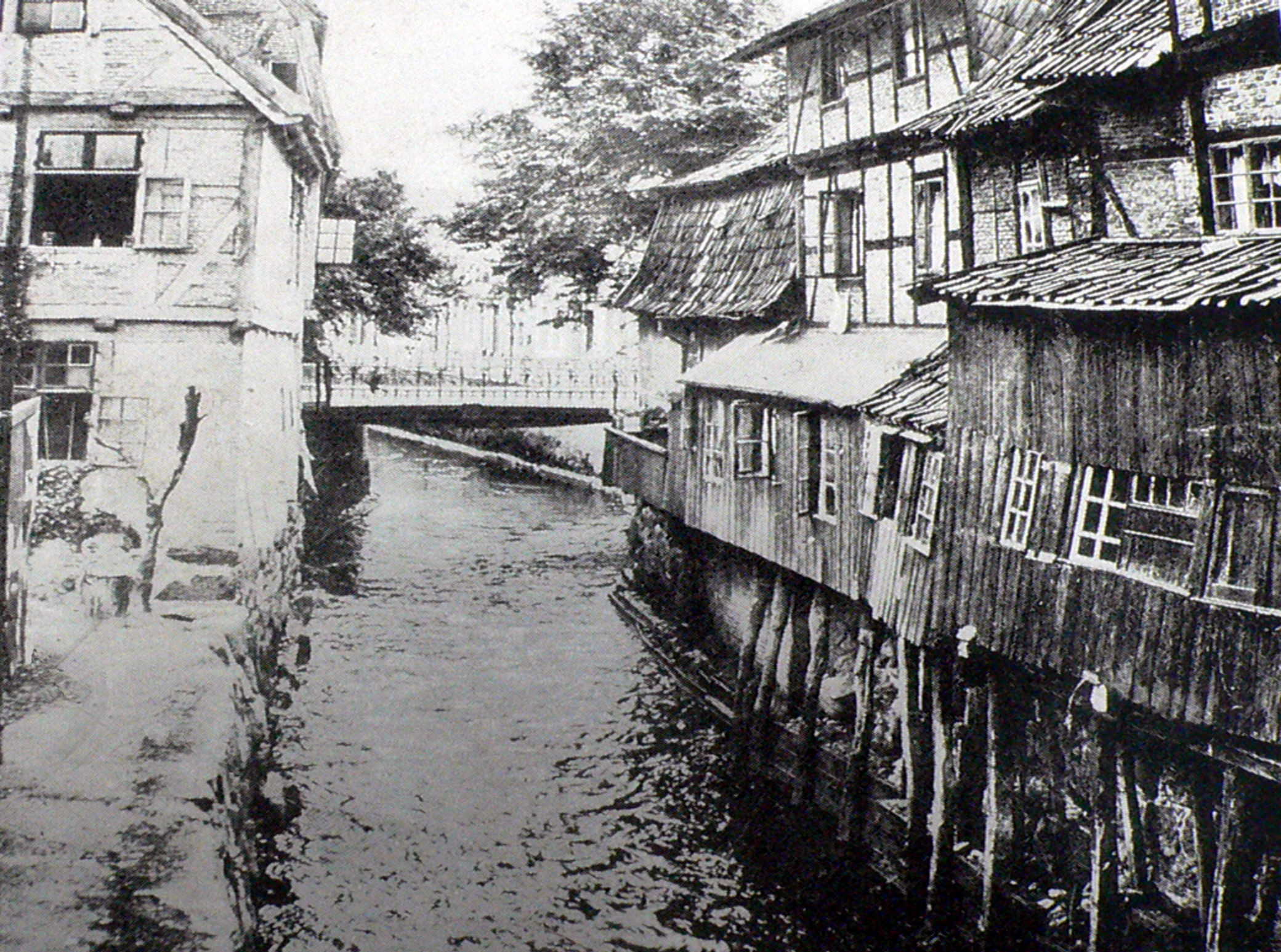
El Fleth en torno a 1900
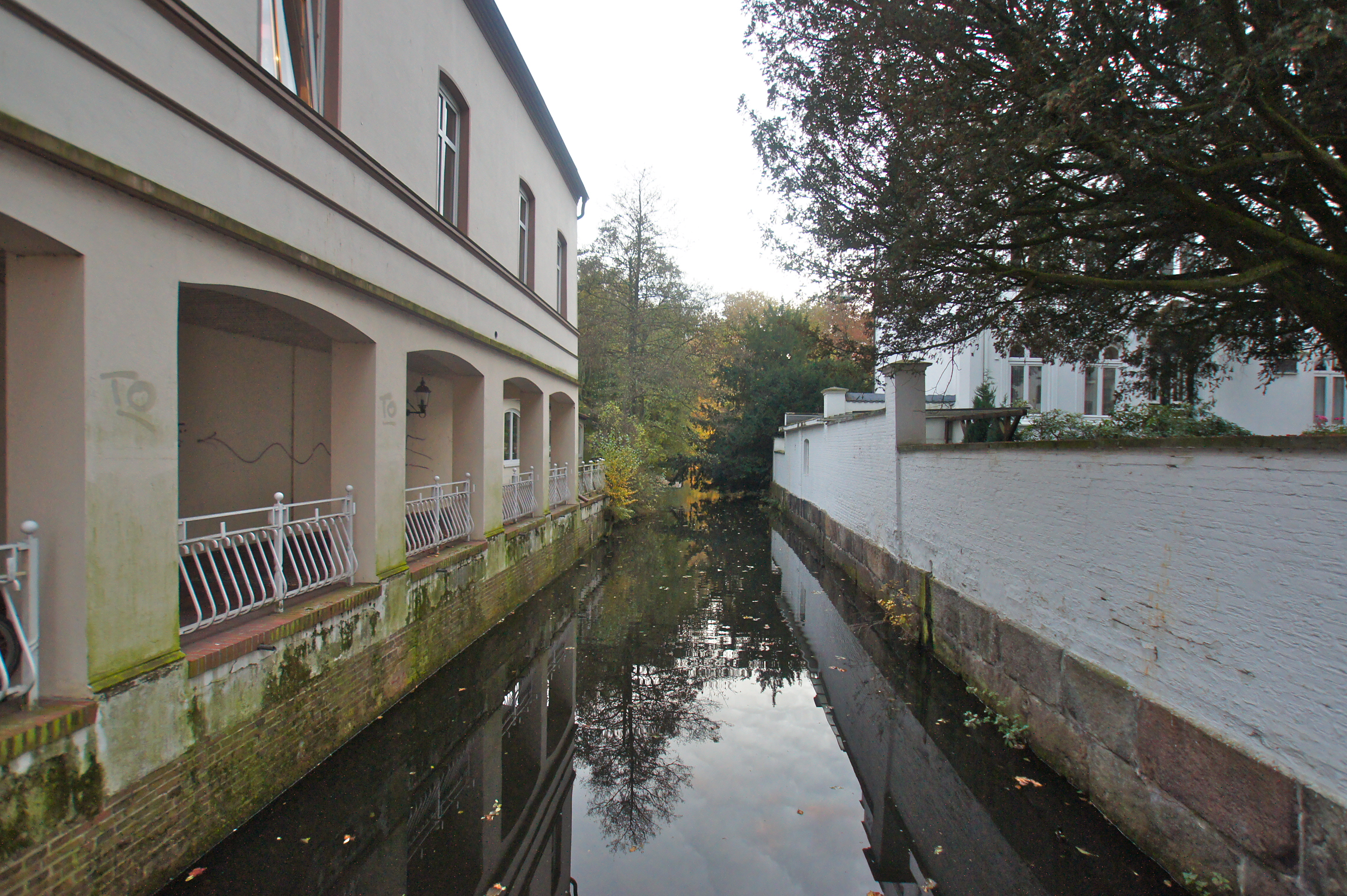
El Fleth como reguera del molino